# World Social Summit
Il World Social Summit (WSS) è il primo vertice mondiale di sociologia. Ideato dalla Fondazione Roma e realizzato in collaborazione con il Censis, il WSS prevede il coinvolgimento di personaggi di caratura internazionale e dal diverso background culturale e professionale – rappresentanti del mondo accademico, istituzionale, imprenditoriale e della comunicazione – in un dibattito sui principali elementi di cambiamento sociale a livello internazionale.

## WSS edizione 2008
La prima edizione del vertice, che si è tenuta a Roma dal 24 al 26 settembre 2008, si intitolava Fearless: dialoghi per combattere le paure planetarie. Il WSS, in occasione della sua prima edizione dedicata alle paure globali, si proponeva di richiamare l'attenzione sulle molteplici fenomenologie sociali legate a paure ed incertezze, che stanno incidendo sui mutamenti della società a livello globale.
Il dibattito del WSS 2008 sarà articolato in cinque sessioni di discussione, oltre a diverse lectio magistralis e dialoghi, sulle principali aree di interazione tra la paura ed alcuni aspetti della società contemporanea:
- Sessione I - Globalizzazione e paura
- Sessione II - La paura e il ruolo dei media
- Sessione III - Contrastare le insicurezze metropolitane
- Sessione IV - Il futuro della paura
- Sessione V - Trovare il coraggio di reagire contro le paure

Per quanto riguarda la paura nei contesti metropolitani, durante il vertice è prevista la presentazione di un'indagine realizzata dal Censis incentrata sulla situazione legata alle insicurezze e alla paura in dieci città del mondo.
L'edizione 2008 del WSS annovera tra i suoi protagonisti i sociologi Anthony Giddens e Zygmunt Bauman, l'economista Jacques Attali, il Premio Nobel per l'economia Gary Becker, lo psicanalista James Hillman, l'architetto Massimiliano Fuksas, lo scienziato Edoardo Boncinelli e lo scrittore Roberto Saviano.
Il vertice del 2008 è dotato di alcuni organi di governance di cui fanno parte:
- Il Presidente del WSS - Emmanuele Emanuele (Fondazione Roma, Italia);
- Il Segretario Generale del WSS - Giuseppe De Rita (Censis, Italia)
- Il Direttore del WSS - Giuseppe Roma (Censis, Italia)